# Медаль освобождения Фиджи
Медаль освобождения Фиджи была учреждена королевой Елизаветой II по случаю предоставления независимости Фиджи для признания заслуг военнослужащих, полиции, пенитенциарной службы, аэродромной пожарной службы, лесной охраны, служивших 10 октября 1970 г. и служащие гражданской службы и другие жители Фиджи, проявившие выдающиеся заслуги перед обществом.

## Описание
- На круглой медно-никелевой медали за независимость Фиджи изображено коронованное изображение королевы Елизаветы II .
- На реверсе медали изображен Гербовый щит Фиджи и надпись Fiji Independence 1970 в полукруге вверху.
- Лента имеет голубую центральную часть, окаймленную с каждой стороны тремя равными полосами белого, красного и голубого цветов

## Награжденные
- Шивлал Нагиндас
- Джеремайя Ваганисау
- Нарендра Мангал Сингх
- Карл lll(тогдашний принц Уэльский 1970 г.)